# Breutelia scariosula
Breutelia scariosula är en bladmossart som beskrevs av Brotherus 1904. Breutelia scariosula ingår i släktet gullhårsmossor, och familjen Bartramiaceae. Inga underarter finns listade i Catalogue of Life.